# 孟戫
孟戫（?—?），字叔达，河南郡洛阳县（今河南省洛阳市）人，东汉时期人物。
孟戫初为郎，官至太常。汉灵帝熹平六年（177年）十一月，司空陈球免职。十二月初三，孟戫代刘宽为太尉。十二月廿九，司徒杨赐卸任，陈耽为司空。熹平七年（178年）正月，因为灾异，孟戫免职，二月初三，袁滂为司徒。三月廿一，改元光和，张颢继孟戫为太尉。孟戫后事不详。